# Por qué quiero joder a Ronald Reagan

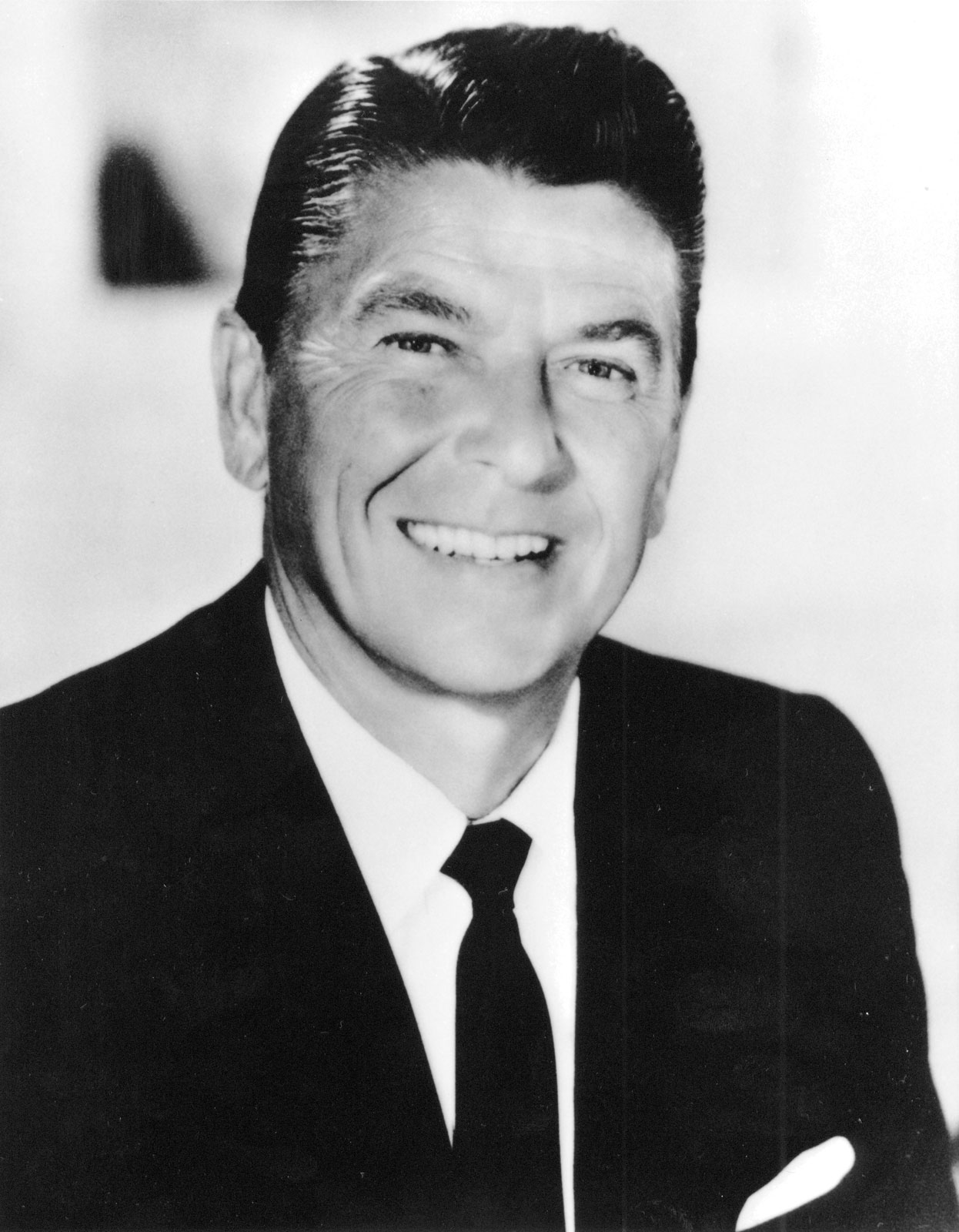
Retrato de Ronald Reagan

¿Por qué quiero coger a Ronald Reagan? (del inglés: Why I Want to Fuck Ronald Reagan) es un relato corto escrito por el autor distopiano inglés J.G. Ballard, publicado por primera vez como un panfleto por the Unicorn Bookshop en 1968.
Está escrito como un ensayo científico que narra una serie de absurdos experimentos ideados para medir el atractivo sexual de Ronald Reagan, en ese momento gobernador de California y candidato del partido republicano en 1968.